# 長崎県道29号香焼江川線
長崎県道29号香焼江川線（ながさきけんどう29ごう こうやぎえがわせん）は、長崎県長崎市を通る県道（主要地方道）である。

## 概要
長崎市香焼町から長崎市江川町に至る。香焼町方面へ向かう唯一の道路であるが、起点付近にある安保隧道は起点から終点方向への一方通行である。

### 路線データ
- 起点：長崎市香焼町（長崎県道250号伊王島香焼線終点）
- 終点：長崎市江川町（江川交差点、国道499号交点）
- 総延長：6.5 km

## 歴史
- 1993年（平成5年）5月11日 - 建設省から、県道香焼江川線が香焼江川線として主要地方道に指定される[1]。

## 路線状況

### 道路施設

#### 橋梁
- 新深堀橋（長崎市）
- 末石橋（長崎市）

#### トンネル
- 安保隧道：延長400 m、1900年（明治33年）竣工、長崎市（高さ制限2.5 m、幅員2.5 m、起点から終点の一方通行。）

## 地理

### 通過する自治体
- 長崎市

### 交差する道路
| 交差する道路              | 交差する場所 | 交差する場所      |
| ------------------------- | ------------ | ----------------- |
| 長崎県道250号伊王島香焼線 | 香焼町       | 起点              |
| 長崎県道224号深堀三和線   | 深堀町5丁目  |                   |
| 国道499号                 | 江川町       | 江川交差点 / 終点 |

### 沿線
- 長崎市役所 香焼行政センター
- 香焼郵便局
- 長崎市立香焼中学校
- 長崎市立香焼小学校
- 三菱重工業長崎造船所香焼工場
- 長崎市立深堀小学校
- 長崎県立長崎鶴洋高等学校